# 李継貞

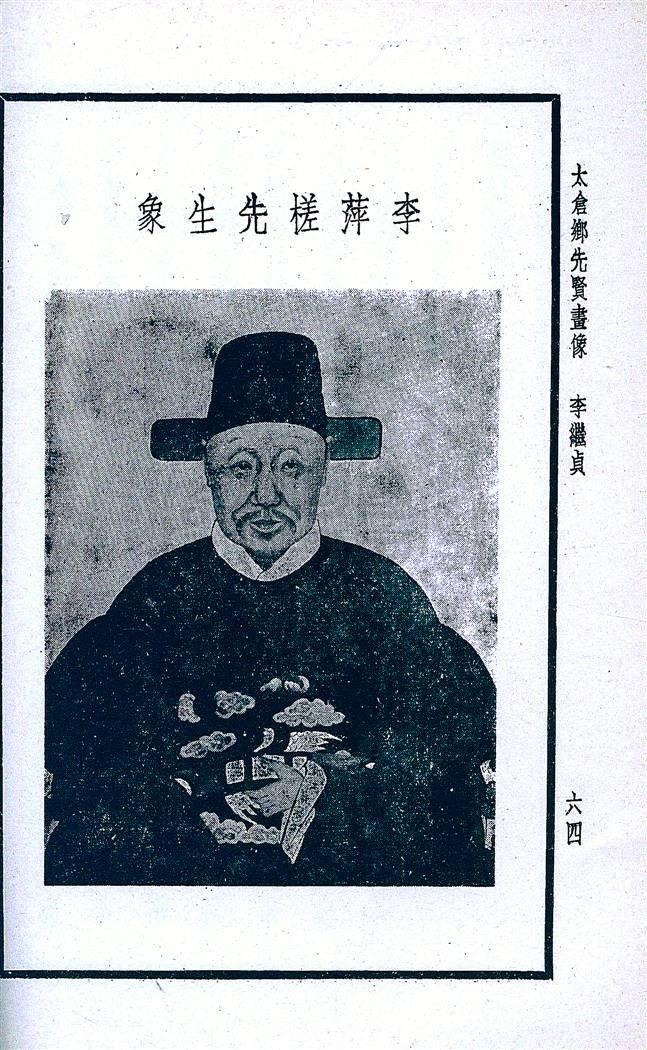
李継貞

李 継貞（り けいてい、1593年 - 1642年）は、明代の官僚。字は徴尹、号は萍槎。本貫は蘇州府太倉州。

## 生涯
1613年（万暦41年）、進士に及第した。大名府推官に任じられ、兵部職方主事に転じた。1624年（天啓4年）秋、山東で郷試をつかさどり、試験問題で魏忠賢を風刺したことから、降級され、まもなく官籍を削られた。
1628年（崇禎元年）、継貞は武選員外郎として起用され、職方郎中に進んだ。ときに軍の事務は混乱しており、職方に郎中を増設して、軍政を補佐させていた。継貞は仕事が正確で素早く、兵部尚書の熊明遇に信頼を寄せられた。1631年（崇禎4年）、孔有徳が山東で反乱を起こすと、熊明遇はなだめて反乱を鎮めようとしたが、継貞は上疏してこれに反対し、関外の兵を導入して反乱軍を掃討するよう求めた。熊明遇は聞き入れず、後になって継貞の提案を用いて反乱軍を滅ぼした。延綏で反乱が起こると、継貞は官庫の金を放出し、元末の董摶霄の人力輸送法を使って、米を買い入れて軍前に輸送するよう請願した。また四方の贖罪銭や売官献納金を用いて、辺境に粟を輸送して、飢民をなだめるよう求めた。さらに継貞は「兵法に慰撫と掃討を併用せよというのは、反乱者を慰撫するのではありません。反乱軍に従おうとする飢民を慰撫するものなのです。御史に三十万石を持たせて派遣し、民衆の飢えをやわらげれば、かれらを反乱者にさせずに済み、反乱軍の勢力を孤立させることができます」と言上した。崇禎帝は継貞の提言に感心して、御史の呉甡に十万金を持たせて派遣した。継貞はこれを少ないと言ったが、崇禎帝は聞き入れず、後に反乱が発生した。
継貞は他人に頭を下げない性格で、清廉にこだわったことから、権力者への請託を行わなかった。大学士の周延儒は継貞を総兵官の属官に任用しようとしたが、継貞が拒絶したので、継貞を嫌うようになった。まもなく継貞は尚宝司卿の任を加えられた。田貴妃の父の田弘遇は一門の功績により優れた叙官を求めたが、継貞のために得られなかった。田弘遇はたびたび継貞を謗る上疏をおこなったが、崇禎帝に聞き入れられなかった。宦官の曹化淳は私的な関係者を把総に任用させようとしたが、継貞が許可しなかった。そこで曹化淳は戎政尚書の陸完学を通じて兵部尚書の張鳳翼に口添えし、継貞に命令させたが、継貞はやはり許可しなかった。張鳳翼は継貞の意見を排してこの人事を押し通した。曹化淳は怒り、田弘遇とともに継貞の隙をうかがって、崇禎帝に讒訴した。継貞はささいな誤りを罪に問われて、官三秩を降格された。甘粛での論功にあたって、継貞はもと甘粛巡撫の梅之煥の起用を求めたため、崇禎帝の怒りを買い、官籍を削られた。まもなく四川桃紅壩の功を論じられて、官に復帰したが、致仕した。
1638年（崇禎11年）、継貞は推薦により起用され、南京と北京の尚宝卿を歴任した。1639年（崇禎12年）春、崇禎帝に召されて謁見を受け、水利や屯田について詳しく述べたことから、順天府丞に転じた。ほどなく兵部右侍郎・兼右僉都御史に任じられ、天津巡撫をつとめ、薊州鎮・遼東鎮の軍糧を監督した。屯田を興し、経地・招佃・用水・任人・薄賦の五議を上書した。継貞の屯田事業により白塘と葛沽のあいだの数十里では、豊作となった。
1641年（崇禎14年）冬、継貞は水軍を発して遼東の援軍に赴くよう命じられたが、戦艦の整備不良のため出立できず、官爵を剥奪された。1642年（崇禎15年）夏、兵部添註右侍郎として召されたが、病にかかり、道中に死去した。享年は50。右都御史の位を追贈された。著書に『津門奏草』・『萍槎集』・『雪虹閣集』があった。